# Donji Drenovac
Donji Drenovac (en serbe cyrillique : Доњи Дреновац) est un village de Serbie situé dans la municipalité de Žitorađa, district de Toplica. Au recensement de 2011, il comptait 360 habitants.

## Démographie
| 1948 | 1953 | 1961 | 1971 | 1981 | 1991 | 2002 | 2011 |
| ---- | ---- | ---- | ---- | ---- | ---- | ---- | ---- |
| 508  | 537  | 542  | 592  | 578  | 523  | 450  | 360  |

|  |